# Ashley Fink
Pour les articles homonymes, voir Fink.
Ashley Fink est une actrice américaine née le 20 novembre 1986 à Houston (Texas).
Elle est notamment connue pour son rôle de Lauren Zizes dans la série Glee et de Carter McMahon dans Huge.

## Biographie
Ashley Fink est née à Houston, Texas. Elle a commencé sa carrière à 4 ans. Après avoir déménagé à Los Angeles elle a commencé à fréquenter l'Arts High School.

## Carrière
Ashley a commencé à être connue quand elle a obtenu son rôle de Lauren Zizes dans la série télévisée Glee. Ashley a récemment réalisé son propre court-métrage intitulé Olivia avec Camille Winbush (La Vie secrète d'une ado ordinaire).

## Filmographie partielle

### Cinéma
- 2006 : Fat Girls
- 2011 : Glee, le concert 3D

#### Courts métrages
- 2004 : The Wedding Video : Cinnamon

### Télévision

#### Téléfilms
- 2008 : Hackett : Gracie

#### Séries télévisées
- 2005 : Urgences : Margo (12.5)
- 2006 : Gilmore Girls (7.4)
- 2007 : Dakota Blue (1.1)
- 2009 : Championnes à tout prix (1.1)
- 2009 : Warren the Ape : Ashley (1.7)
- 2009 - 2015 : Glee : Lauren Zizes
- 2010 : Huge : Carter McMahon
- 2012 : Austin et Ally : Mindy
- 2015 : Agent K.C. : Reena (1.1)
- 2016 : Les 12 jours sanglants de Noël : Emily
- 2016 : Esprits criminels : Dana Seavers (11.3)
- 2019 : L'amour sonne à Noël : Mindy